# ASSM Elgeco Plus FC
El Association Sportive Saint Michel Elgeco Plus FC más conocido como ASSM Elgeco Plus, es un equipo de fútbol de la ciudad de Antananarivo en la región de Región de Analamanga, Madagascar. Milita en el Campeonato malgache de fútbol, el torneo de fútbol más importante del país.

## Historia
El club fue fundado en el año 1921 como Association Sportive Saint Michel (ASMM), en 2016 se une al Real Elgeco Plus fundado en 2008, pasando a llamarse Association Sportive Saint Michel Elgeco Plus, han sido campeones de la máxima categoría en tres ocasiones, así como nueve títulos de copa.
A nivel internacional han participado en 8 torneos continentales, en donde su mejor participación ha sido en la Copa Africana de Clubes Campeones 1972, en la que fueron eliminados en la segunda ronda por el Kabwe Warriors FC de Zambia.

## Palmarés
- Campeonato malgache de fútbol: 3

1971, 1978, 2025
- Copa de Madagascar: 9

1971, 1980, 2013 2014, 2018, 2022, 2023, 2024, 2025

## Participación en competiciones de la CAF
| Temporada | Torneo                            | Ronda      | Club                 | Casa  | Visita | Global      |
| --------- | --------------------------------- | ---------- | -------------------- | ----- | ------ | ----------- |
| 1972      | Copa Africana de Clubes Campeones | 1          | Young Africans SC    | 2-0   | 0-1    | 2-1         |
| 1972      | Copa Africana de Clubes Campeones | 2          | Kabwe Warriors FC    | 1-2   | 0-3    | 1-5         |
| 1981      | Recopa Africana                   | 1          | CAPS United          | w.o.1 | 1-8    | 1-8         |
| 2014      | Copa Confederación de la CAF      | Preliminar | St Michel United FC  | 2-1   | 1-2    | 3-3 (6-7 p) |
| 2015      | Copa Confederación de la CAF      | Preliminar | URA SC               | 0-1   | 2-3    | 2-4         |
| 2017      | Copa Confederación de la CAF      | Preliminar | Supersport United FC | 0-0   | 1-2    | 1-2         |
| 2018/19   | Copa Confederación de la CAF      | Preliminar | Deportivo Unidad     | 3-1   | 1-2    | 4-3         |
| 2018/19   | Copa Confederación de la CAF      | 1          | Kaizer Chiefs FC     | 0-3   | 0-3    | 0-6         |
| 2022/23   | Copa Confederación de la CAF      | 1          | PWD Bamenda          | 1-0   | 1-1    | 2-1         |
| 2022/23   | Copa Confederación de la CAF      | 2          | Marumo Gallants FC   | 1-3   | 0-1    | 1-4         |
| 2023/24   | Copa Confederación de la CAF      | 1          | Gaborone United      | 1-3   | 1-0    | 2-3         |
| 2024/25   | Copa Confederación de la CAF      | 1          | CD Lunda Sul         | 1-1   | 0-0    | 1-1 (a)     |

1- Saint Michel abandonó el torneo.